# بلازماريتون
في الفيزياء بلازماريتون (بالإنجليزية: plasmariton)‏ هو عبارة عن فونون ضوئي مقترن بفوتون مركب من بلازمون وفوتون.